# 워싱턴 회담
워싱턴 회담(Washington Conference)이란 1921년 11월 12일부터 1922년 2월 6일까지 워싱턴 D.C.에서 열린 국제회담을 말한다.

## 배경
제1차 세계 대전으로 세계와 동아시아의 정세가 크게 달라졌다. 제정 러시아가 무너졌고, 독일은 패전국이 되었다. 영국과 프랑스도 국력이 크게 약화된 반면에 미국이 세계의 지도적인 국가로 급부상했다. 일본은 전쟁기간 중에 중국에서 거의 독점적인 지위를 차지했으나 중국 내 반일여론의 광범위한 확산, 친일적인 안휘파 군벌의 쇠퇴, 제1차 세계 대전의 후유증으로부터 회복되기 시작한 유럽열강의 재진출 등으로 인해 그 지위를 유지할 수 없었다.
또한 제1차 세계대전 중에 시작된 미국과 일본 사이의 '군함건조 경쟁'으로 인해 두 나라는 재정압박을 받게 되었다. 미국은 1916년의 해군법령에 따라 1919년 7월까지 156척의 군함을 건조하기로 했고, 이에 대항해 일본도 '88함대'의 건설에 주력했다. 두 나라는 과다한 군사비 지출을 감당하기 어려워 군비제한을 위한 국제회담을 열어야 할 필요성을 느꼈다.
이러한 정세 속에서 1921년 8월, 미국의 대통령 워렌 하딩은 일본, 중국 및 동아시아에 이해관계를 갖고 있는 영국, 프랑스, 이탈리아, 벨기에, 네덜란드, 포르투갈, 중국, 일본에 '군비제한을 위한 회담을 열자'고 제안했다. 이에 따라 1921년 11월부터 1922년 2월까지 이들 9개국이 참여한 가운데 국제회담이 열렸으니, 이것이 곧 워싱턴 회담이다.

## 회담 목적
그러나 워싱턴 회담은 단순히 '군비축소'만을 위한 것이 아니었다. 동아시아에서 열강들 사이의 '질서'를 재편성하는 것도 그 주된 목적이었다. 일본은 협력관계에 있던 제정 러시아가 사라진데다가 대외무역에서 미국에 대한 의존도가 커졌으므로 미국과 타협할 수 밖에 없었다.
미국은 영일동맹의 표적으로 지목되던 러시아의 위협이 사라졌다는 점, 일본이 영일동맹을 구실로 중국에서 자의적인 침략행위를 자행한다는 점 등을 들어 영일동맹을 해소시키는 동시에 일본에 지나치게 유리해진 동아시아의 세력판도에 균형을 회복시키려고 했다.

## 회담 진행과 그 내용
워싱턴 회담은 '해군군비 제한 위원회'와 '태평양과 극동 문제 위원회'로 나뉘어 토의를 진행했고, 여기서 여러 가지 조약과 결의들이 나왔다. 그 가운데 중요한 내용은 다음과 같다.
- 해군군비 제한에 관한 5개국 조약 - 1만 톤급 이상의 주력함 척수의 비율을 영국 5, 미국 5, 일본 3, 프랑스 1.75, 이탈리아 1.75로 정하고, 이 비율을 초과하는 주력함은 기존의 것이냐 건조중인 것이냐를 불문하고 모두 폐기한다.

이는 미국의 제안에 의한 것으로 미국,영국,일본,프랑스,이탈리아 5개국 사이에 체결되었다. 일본은 처음에는 미국의 70%에 해당하는 비율을 자국에 배정할 것을 주장했으나 동북아시아와 서태평양 지역에서는 미국의 60% 정도에 해당하는 주력함만으로도 자국의 국익을 보호할 수 있다고 판단해 위와 같은 비율을 받아들였다. 이 합의는 주력함에 관한 것이었고, 보조함에 대해서는 규정하지 않았다. 또한 미국,영국,일본 3국은 태평양의 섬에 요새나 해군기지를 신설하지 않고 '현상유지를 한다'는 데 합의했다.
- 잠수함과 독가스 사용 금지 - 군함이 상선을 나포하거나 공격하는 행위에 관한 국제법을 잠수함에도 적용하고, 독가스의 사용을 금지한다.

- 중국에 관한 9개국 조약

미국 대표 엘리후 루트가 제안한 4개 원칙에 입각해 체결된 조약이다. '4개 원칙'이란, 미국의 전통적인 대중국 정책을 반영한 다음 4가지다.
1. 중국의 주권,독립,영토적,행정적 통합성을 존중하는 것
2. 중국에 안정된 정권이 수립되게 하는 것
3. 중국에서 각국별 상공업 기회를 균등화하는 것
4. 미래에 특권이나 특별이익을 배제하는 것

- 태평양 방면의 섬인 속지(insular possessions)와 섬인 영지(insular dominions)에 관한 4개국 조약

이것은 미국,영국,프랑스,일본이 체결한 조약이다. 섬인 속지나 섬인 영지와 관련해 조약국 사이에 분쟁이 일어나거나 조약국이 아닌 다른 나라로부터 침략의 위협이 있는 경우에 조약국이 서로 협력한다는 것이 그 내용이다. 이 조약의 발효와 함께 영일동맹은 종료되는 것으로 합의되었다.
- 독일은 산둥반도에서 갖고 있었던 권익을 중국에 반환하고, 일본은 시베리아로부터 철군한다.

이로써 중국은 보상금을 지불하는 조건으로 일본이 산둥반도에서 차지했던 권익의 대부분을 돌려받을 수 있게 되었다. 일본은 북부 사할린을 제외한 시베리아 전 지역으로부터 철군하겠다고 약속했다.

## 의의와 평가
위와 같은 내용의 조약들로 이른바 워싱턴 체제(The Washington System)가 성립되어 1931년 만주사변이 일어날 때까지 근 10년간 동아시아의 국제정치 질서를 규정했다. 워싱턴 체제의 성립은 열강들이 동아시아에서 과거의 제국주의 외교를 파기하는 한편, 팽창주의를 포기하고 다국간 협조체제를 구축하겠다는 데 의미가 있는 것이었다. 나라별로 보면 미국으로서는 커다란 성과였지만, 영국으로서는 '동아시아의 현상유지'를 다짐받는 것에 불과했다.
워싱턴 체제는 동아시아의 주요 세력인 러시아를 배제하고 성립되었다는 점에서 커다란 결함이 있었다. 러시아는 워싱턴 회담이 소집되기 전부터 이 회담 자체를 비난하면서 이 회담에서 채택될 어떠한 결정에도 구속되지 않겠다고 공언했다. 이후 러시아는 중국의 여러 정치세력과 외교관계를 맺으면서 중국에 진출했다.

## 한국과의 관계

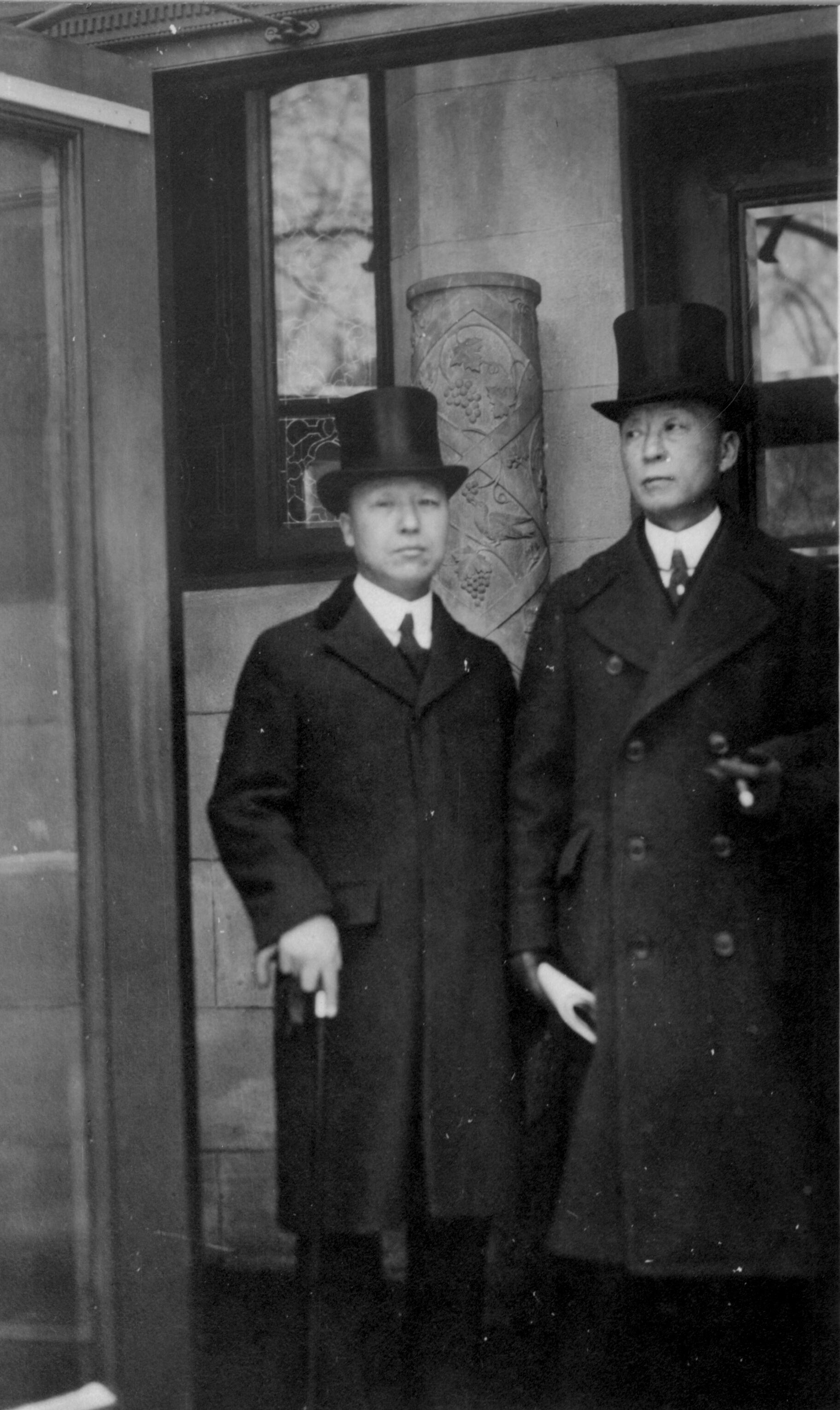
1921년 초, 태평양 해군 군축 회담서 한국의 입장을 교섭하기 위해 워싱턴 구미위원부 청사를 나서는 한국대표단의 이승만 단장과 서재필 부단장.

이 회의가 개최된다는 소식이 전해지자 대한민국 임시정부는 '대태평양회의(對太平洋會議)' 외교 후원회가 조직되었으며 '태평양 회의 선언서'를 발표하고 이 회의에 한국의 독립 문제를 제기하기 위하여 이승만을 미국으로 파견하였다. 당시 이승만은 밀항하여 상해에 와 있었는데 1921년 5월 20일, 많은 임시정부 요인과 교포들의 환송을 받으며 미국 기선 컬럼비아 호를 타고 필리핀의 마닐라를 거쳐 워싱턴으로 향하였다. 임시정부는 파견된 대표단의 활동을 뒤에서 후원하였으며, 뉴욕에서도 후원회가 조직되어 대표단의 외교 경비를 뒷받침해 주었다. 특히 뉴욕서 유학하던 조병옥, 허정 등의 청년 유학생들이 함께하여 많은 도움을 주었다.
1921년 8월 16일, 워싱턴 군축 회담(Washington Naval Conference)에 참석하기 위해 한인 대표단이 하와이 호놀룰루를 출발하여 샌프란시스코에 도착하였다. 오전 8시 30분에 샌프란시스코 도착하자 기자들이 사진을 찍고 이승만을 인터뷰 하였다.
이 인터뷰에서 이승만은 워싱턴 군축 회의에서 한국민의 독립을 호소하고자 워싱턴으로 돌아왔으며, 회의가 미국 영토에서 열리기 때문에 파리 평화회의에서처럼 한국 대표들이 일본 외교관들에게 질식을 당하지는 않기를 희망한다고 말하였다.
워싱턴에 도착한 이승만은 한국 대표가 공식적으로 참석할 수 있도록 하기 위한 준비 위원회를 꾸리기 시작하였다. 임시정부 대표단이 공식적이라는 인상을 가능한 띄기 위하여 이승만의 평생의 독립운동 동지인 국제 통신사인 INS(International News Service)의 젊은 기자 J. 제롬 윌리암스 주선으로 신문 기자들을 초청하여 기자 회견을 열고 억압에 눌린 한국인들의 투쟁사를 설파하며 기자들을 통해 먼저 세계 여론을 환기시키도록 노력하였다. 그러나 이에 대해 호의적인 반응도 있었으나, 임시정부가 과연 한국민의 전체를 대표한 것인지 의문을 품는 자들도 상당하였다. 이에 이승만은 상해 임시정부에 공식 신임장을 전보로 요청하였고 1921년 9월 29일, 다음과 같은 신임장을 받게 되었다.
대한민국 임시정부는 1921년 9월 25일, 정식으로 전 각료의 특별 회의를 소집하고 토의한 결과 다음과 같은 결의안을 채택하였음을 이에 밝히는 바이다. 즉, 대한민국 대통령 이승만은 1921년 미국 워싱턴에서 개최되는 군비 축소회의에 전권을 가질 한국 대표단을 다음과 같이 선정 임명한다.
전권대사 이승만, 전권부사 서재필, 비서관 정한경, 고문관 프레드 A. 돌프
전권 대사에게 완전한 권한을 부여하며 대표 1명을 더 추가할 수 있음을 인정하며, 대표단의 전 인원은 5명으로 구성한다. 따라서 본 군축 회의에 한국 문제에 관한 주장을 제의할 권한을 부여하는 동시에 군축 회의에서 제기되는 모든 협정, 의정서, 조약 일체에 대한 협정 및 체결을 할 권한을 부여하는 바이다.

이 신임장을 미국 대표단의 단장인 허그스 미 국무장관과 군축 회의 사무국에 직접 제출하고 한국 대표단이 이 회의에 정식으로 참석할 수 있도록 주선해 줄 것을 요청하였으나, 이렇다할 아무런 회답도 얻지 못하였다. 그래서 한국 대표부는 옵저버로서라도 이 회의에 참석하여 한국 문제를 논의할 수 있도록 하기 위해 온갖 방안을 찾고자 하였다. 그러나 끝내 목표한 바는 이루지 못하였고 다만 법률 고문이었던 프레드 돌프의 임시정부 승인에 대한 논설이 1921년 12월 1일자 미 의회 회의록에 수록되는 결과만을 달성했다. 애초에 제국주의 열강간의 과도한 군비경쟁 해소 및 이권 조정이 회의의 목적이였던만큼 그들의 식민지에 대한 독립 등의 요구는 철저히 묵살되었다. 이 때 그는 이 회의가 끝나자 열강들에게 다음과 같은 경고를 하였다.
| “ | 자기들의 이익을 위해서 탈취할 수 있는대로 탈취하는 것이 오히려 정당한 것으로 통용될 때, 강대국은 이해가 상반되는 다른 강대국으로부터 정치 활동에 제한을 받게 된다. 이 결과가 전쟁을 야기한다는 것은 너무나 명백한 일이다. 오직 이러한 현실에서 외면당한 약소 국민만이 그들의 정당한 주장조차 펴지 못하고 주권을 유린당하게 되는 것이다. | ” |

이 회의 이후 대다수의 독립운동가들은 서구 열강에게 더 이상 그 어떤 기대도 하지 않게 되었고, 마침 소련 주도로 공산주의 운동이 커지면서 좌익과 우익 분화를 촉진하는 영향을 끼쳤다.

## 참고서적
- 이윤섭 (2010년 12월 5일). 《객관적 20세기 전반기》. 필맥. ISBN 978-89-91071-82-7. p69~p74

## 같이 보기
- 런던 해군 군축 회담
- 제2차 런던 해군 군축 협정